# Paul Hefting

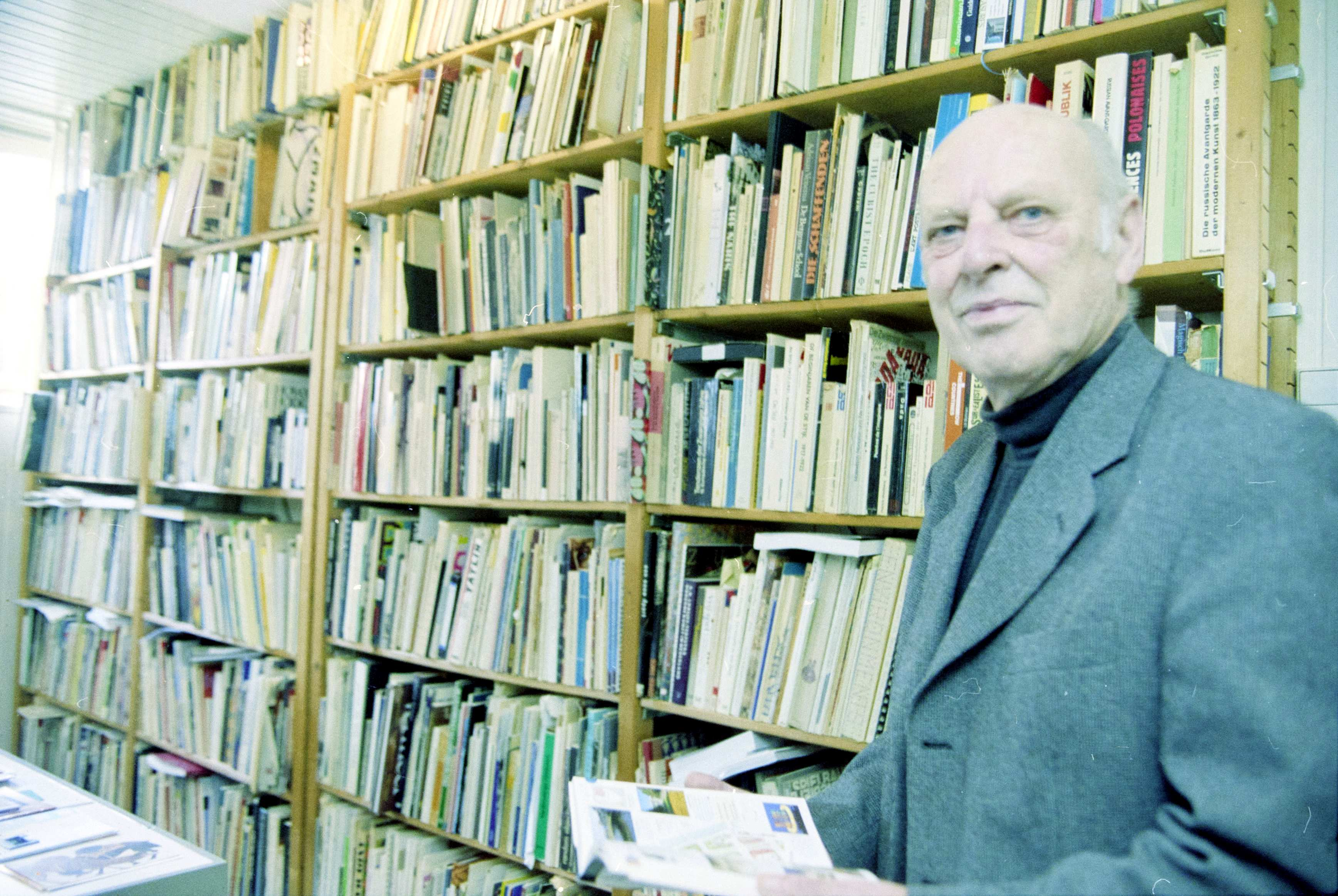
Paul Hefting, Haarlem 2001

Paulus Hendrik (Paul) Hefting (Eelde, 4 maart 1933 − Haarlem, 17 mei 2018) was een Nederlands kunsthistoricus.

## Biografie
Hefting was een zoon van de Nederlands-Hervormde predikant ds. Nanco Roelof Hefting (1903-1991) en Lamberdina Josina Kapteyn (1905-1972); hij was een achterneef van kunsthistorica dr. Victorine Hefting. Hij studeerde af in de kunstgeschiedenis aan de Universiteit Utrecht in 1962. Na zijn studie begon hij zijn loopbaan bij het Rijksmuseum Kröller-Müller. In 1970 promoveerde hij op G.H. Breitner in zijn Haagse tijd, de schilder-fotograaf over wie hij veel publiceerde en van wie hij ook brieven uitgaf. 
In de jaren 1970 was hij behalve conservator in het  Kröller-Müller museum ook werkzaam voor het Bureau Beeldende Kunst Buitenland. Van 1970-1974 was hij hoofdredacteur van Museumjournaal, nog vele jaren daarna was hij lid van de redactie. In 1980 bewerkte hij de vierde druk van A detailed catalogue of the paintings and drawings by Vincent van Gogh in the collection of the Kröller-Müller National Museum. In dat jaar werd hij medewerker van de Dienst voor Esthetische Vormgeving van de PTT waar hij zich onder andere bezighield met de keuze van kunstenaars voor postzegeluitgaven waar hij ook over publiceerde. 
In 1985 redigeerde hij de documentaire PTT kunst en vormgeving. Een videomonument ter gelegenheid van het 40-jarig bestaan van de Dienst voor Esthetische Vorming van de PTT. In 1984 werkte hij mee aan de Nederlandse bijdrage aan de Biennale van Venetië in 1984, gewijd aan het werk van Armando. Voorts leverde hij vele bijdragen (redactie, inleidingen) aan publicaties en/of tentoonstellingen over kunstenaars. Voorts zat hij in jury's voor kunstprijzen, onder andere voor de Prix de Rome. In 2005 werkte hij mee aan De vorm van het koningschap. 25 jaar ontwerpen voor Beatrix, een tentoonstelling en boek dat verscheen bij het 25-jarig regeringsjubileum.
In 2003 publiceerde hij kronieken over het predikantenbestaan van zijn eigen familie Hefting in Groningen in de 18e en 19e eeuw.
Dr. P.H. Hefting werd bij de lintjesregen van 1993 benoemd tot Ridder in de Orde van Oranje-Nassau. Hij overleed in 2018 op 85-jarige leeftijd.